# Whit Dickey

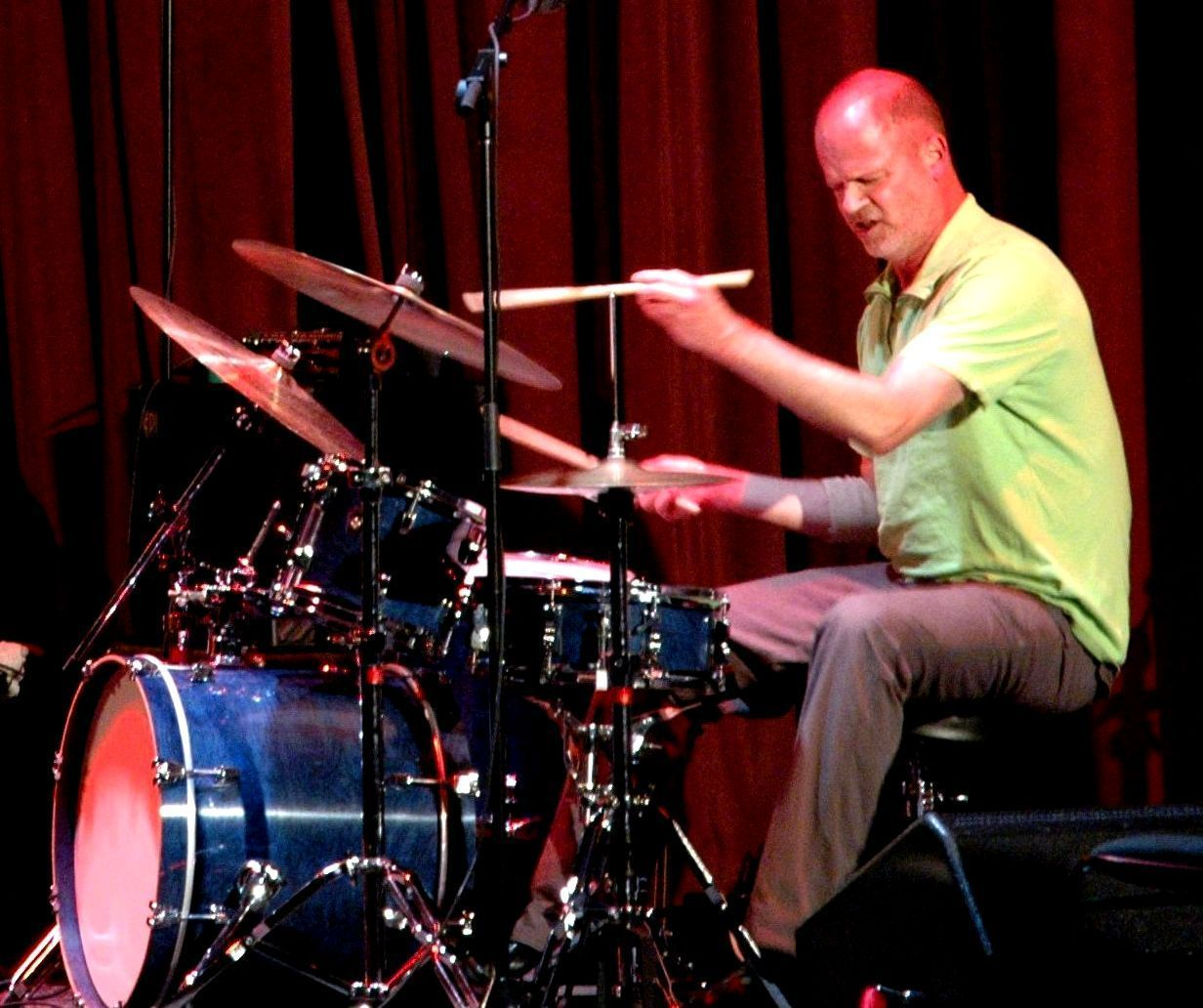
Whit Dickey, 2007

Whit Dickey (1954) is een Amerikaanse jazz-drummer en -componist die actief is in de free jazz.
Dickey studeerde bij Milford Graves en werkte met Rob Brown (1992), Joe Morris en William Parker (Elsewhere, 1996), Matthew Shipp (Circular Temple, 1990 en Prism, 1993) en David S. Ware (Oblations and Blessings, 1995). Met een trio met Rob Brown en Chris Lightcap nam hij in 1998 het album Transonic op. Deze groep, aangevuld met Joe Morris, kwam in 2000 met Big Top en in 2005 met In a Heartbeat (met trompettist Roy Campbell) . In 2003 speelde hij met de saxofonisten James Finn en Dominic Duval.

## Discografie (selectie)
- Life Cycle, AUM Fidelity, 2000
- Prophet Moon, Riti, 2001
- Coalescence, Clean Feed, 2004
- Sacred Ground, Clean Feed, 2006